# Xuzhou

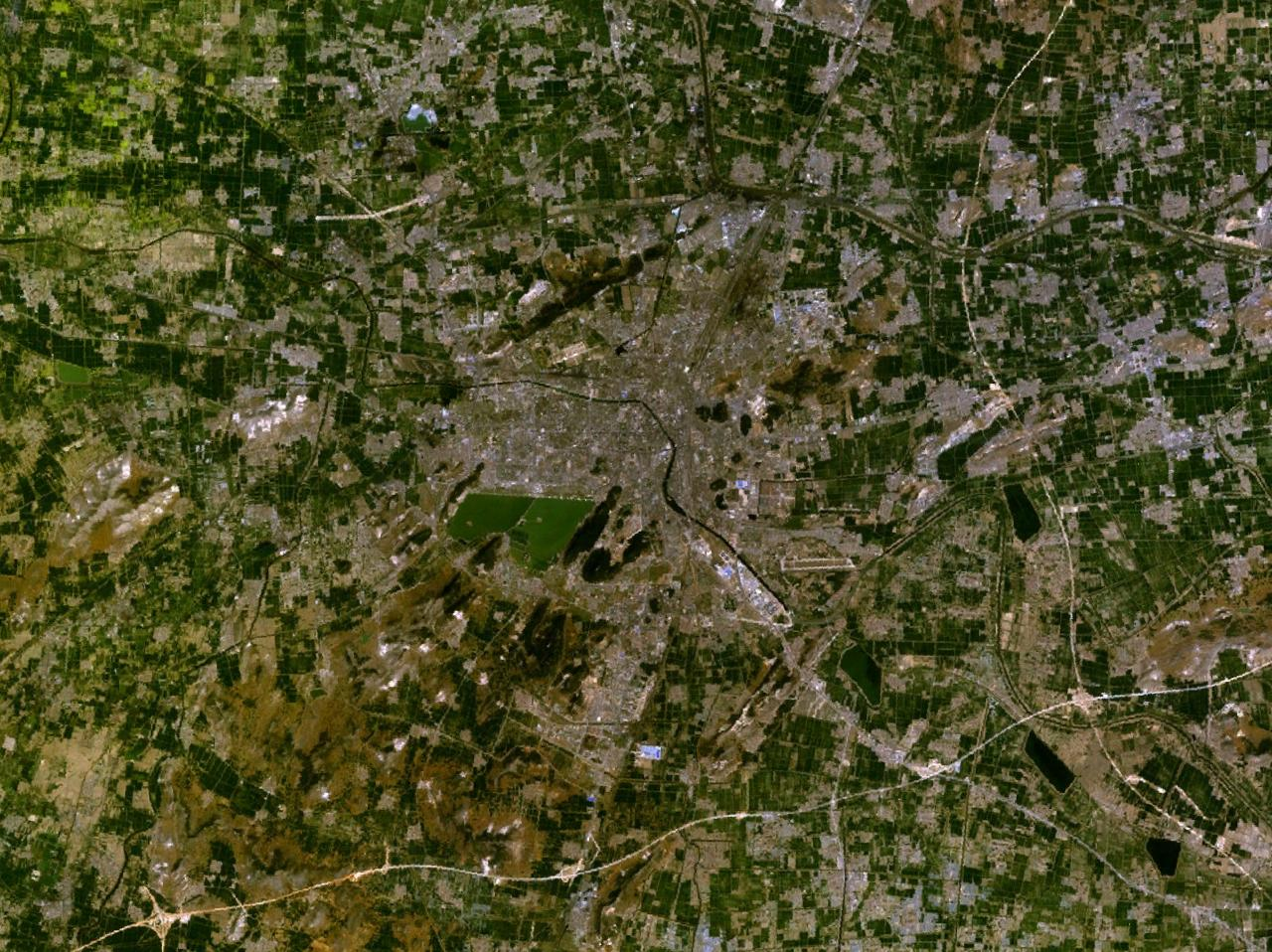
Satellitenbild von Xuzhou

Xuzhou (chinesisch 徐州市, Pinyin Xúzhōu Shì) ist eine bezirksfreie Stadt im Norden der ostchinesischen Provinz Jiangsu. Ihr Verwaltungsgebiet hat eine Fläche von 11.257 km² und ca. 8,58 Millionen Einwohner; in den 5 Stadtbezirken der engeren Stadt wohnten 3,05 Millionen Einwohner (Ende 2010).

## Administrative Gliederung
Auf Kreisebene setzt sich Xuzhou aus 5 Stadtbezirken, drei Kreisen und zwei kreisfreien Städten zusammen. Diese sind:
- Stadtbezirk Yunlong (云龙区), 118 km², 290.000 Einwohner (2004), Zentrum, Sitz der Stadtregierung;
- Stadtbezirk Gulou (鼓楼区), 212 km², 380.000 Einwohner (2004);
- Stadtbezirk Jiawang (贾汪区), 690 km², 430.000 Einwohner (2010);
- Stadtbezirk Quanshan (泉山区), 62 km², 430.000 Einwohner (2004);
- Stadtbezirk Tongshan (铜山区), 1.856 km², 1,14 Mio. Einwohner (2010), Hauptort: Großgemeinde Tongshan (铜山镇);
- Kreis Feng (丰县), 1.446 km², 960.000 Mio. Einwohner (2010), Hauptort: Großgemeinde Fengcheng (凤城镇);
- Kreis Pei (沛县), 1.349 km², 1,14 Mio. Einwohner (2010), Hauptort: Großgemeinde Peicheng (沛城镇);
- Kreis Suining (睢宁县), 1.767 km², 1,04 Mio. Einwohner (2010), Hauptort: Großgemeinde Suicheng (睢城镇);
- Stadt Pizhou (邳州市), 2.088 km², 1,46 Mio. Einwohner (2010);
- Stadt Xinyi (新沂市), 1.571 km², 920.000 Einwohner (2010).

Der Stadtbezirk Jiuli wurde im Mai 2010 aufgelöst und auf die Stadtbezirke Gulou, Quanshan und Tongshan verteilt.
- Stadtbezirk Jiuli (九里区), 98 km², 198.000 Einwohner (2004);

## Verkehr
Xuzhou ist ein Verkehrsknotenpunkt, der durch Autobahnen und Eisenbahn mit Schanghai, Lianyungang sowie Jinan (Shandong) und Zhengzhou (Henan) verbunden ist und über einen nationalen Flughafen verfügt. Die Longhai-Bahn, die Schnellfahrstrecke Xuzhou–Lanzhou und die Schnellfahrstrecke Lianyungang–Xuzhou verbinden Xuzhou mit Lanzhou und Lianyungang. Die Stadt liegt an der Schnellfahrstrecke Peking–Shanghai.

## Partnerstädte
Xuzhou ist seit 1984 Partnerstadt von Saint-Etienne in Frankreich und seit 1994 von Bochum (Wirtschaftsbezogene Städtepartnerschaft) und Leoben.
Seit November 2005 ist sie zudem Partnerstadt der Thüringer Landeshauptstadt Erfurt.
Seit 2012 ist Xuzhou Partnerstadt von Morgantown im Bundesstaat West Virginia der USA.
Die Stadt listet insgesamt folgende elf Partnerstädte und -kreise auf:
| Stadt               | Land                             | seit |
| ------------------- | -------------------------------- | ---- |
| Bochum              | Nordrhein-Westfalen, Deutschland | 1994 |
| Dandenong           | Victoria, Australien             | 1996 |
| Erfurt              | Thüringen, Deutschland           | 2005 |
| Handa               | Aichi, Japan                     | 1994 |
| Jeongeup            | Jeollabuk, Südkorea              | 2000 |
| Kirowohrad (Oblast) | Ukraine                          | 1996 |
| Leoben              | Steiermark, Österreich           | 1994 |
| Newark              | New Jersey, Vereinigte Staaten   | 1993 |
| Osasco              | São Paulo, Brasilien             | 1999 |
| Rjasan              | Russland                         | 1998 |
| Saint-Étienne       | Auvergne-Rhône-Alpes, Frankreich | 1984 |

## Xuzhou-Museum
Xuzhou ist eine historisch, kulturell und touristisch bedeutende Stadt.
Das Xuzhou-Museum (Xuzhou bowuguan) beherbergt neben vielen Tonfiguren aus der Han-Zeit und anderen Jade-Kostbarkeiten auch die beiden Jade-Totenkleider des Prinzen Liu Sheng (155 – 113 v. Chr.) und der Prinzessin Tou Wan, die 1968 in den Han-Gräber in Mancheng gefunden wurden.

## Persönlichkeiten
- Shiu Ying Hu (1910–2012), Botanikerin
- Yao Lingwei (* 1995), Fußballspielerin
- Zhang Yufei (* 1998), Schwimmerin
- Xu Huan (* 1999), Fußballspielerin